# Rafał Kosznik
Rafał Kosznik (Kościerzyna, 17 settembre 1983) è un ex calciatore polacco, di ruolo difensore.

## Carriera

### Club
Ha giocato nella massima serie dei campionati cipriota e polacco.

### Nazionale
Ha esordito in nazionale il 15 novembre 2013 nell'amichevole persa per 2-0 contro la Slovacchia.